# Timonidia solitaria
Timonidia solitaria är en insektsart som beskrevs av Ball och Hartzell 1922. Timonidia solitaria ingår i släktet Timonidia och familjen Dictyopharidae. Inga underarter finns listade i Catalogue of Life.